# ميلين فارمر
ميلين فارمر (بالفرنسية: Mylène Farmer) المولودة باسم ميلين جان غوتييه (بالفرنسية: Mylène Jeanne Gautier) في 12 سبتمبر، 1961، مغنية، كاتبة أغاني، ممثلة ومؤلفة فرنسية مولودة في كندا. باعت أكثر من 25 مليون أسطوانة، وهي واحدة من أنجح المغنيين الفرنسيين في التاريخ.

## سيرة الحياة

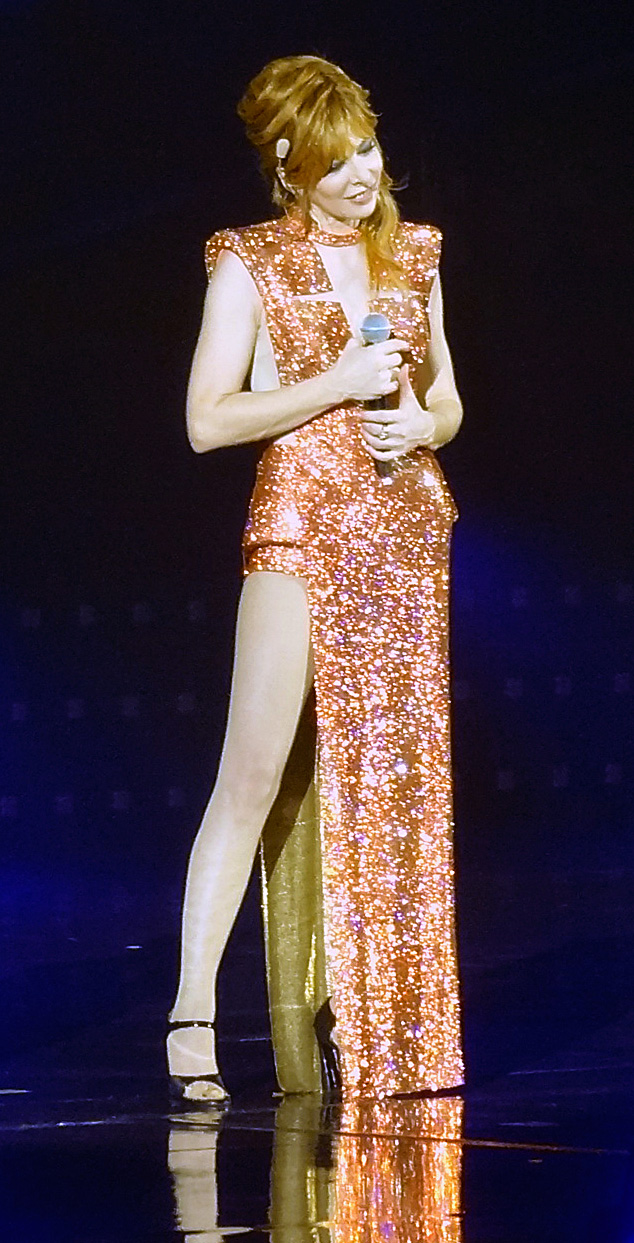
ميلين فارمر - الخالدة 2013

ولدت ميلين في بييرفوند، كيبيك، كندا. انتقل والداها من فرنسا في أواخر العقد الخامس من القرن العشرين، بسبب عمل أبا ميلين كمهندس في سد. عادت عائلتها إلى فرنسا، لتستقر في إحدى الضواحي الباريسية. في سنوات مراهقتها شغفت ميلين بركوب الخيل إلى أن أصبحت تعلم كيفية ركوب الخيل. في عمر السابعة عشر أحبت ميلين التمثيل وتركت ركوب الخيل، ومثلت في مسرحية باريسية. غيرت اسمها لميلين فارمر تكريماً لممثلة هوليوودية عاشت مجدها في العقد الثالث من القرن الماضي (فرانسس فارمر).، كما اكتسبت فارمر رزقها من خلال الظهور في إعلانات التلفزيون.
تعرفت فارمر على لورن بوتونا - طالب في الأفلام كان له دور في المسرحية التي أدت فيها ميلين دوراً - بعد الرد على إعلان من أجل ممغنية لأغنية كان قد كتبها بالجريدة. أصبحت فارمر وبوتونا صديقين حميمين وكونا شراكة فنية، حيث كتبا وأنتجا الأغاني معاً. بوتونا الذي كان يطمح لأن يصبح مخرج أفلام، كان القوة الدافعة لفيديو كليبات ميلين.

### البدايات
كان أغنية بوتونا ماما كانت مخطئة (بالفرنسية: Maman a tort)، وقد نجحت الأغنية بشكل جيد، حيث لم يكلف الفيديو الخاص بالأغنية إلا 5000 فرنك فرنسي، إلا أنه أحدث ضجة في عالم الموسيقا.
بالرغم من عدم نجاح الأغنيتين المنفردتين التاليتين كلنا حمقى (بالفرنسية: On est tous des imbéciles) ولن أكبر بعد الآن (بالفرنسية: Plus grandir)، بدأت ميلين بالعمل على ألبومها الاستديو الأول رماد القمر (بالفرنسية: Cendres de lune) في 1986، حيث أطلقت الأغنية المنفردة فاجرة (بالفرنسية: Libertine). في تلك الفترة قررت فارمر أن تصبغ شعرها باللون الأحمر كي يميزها ذلك عن غيرها من الفنانين. تظهر ميلين في فيديو كليب فاجرة عارية تماماً، مما أحدث جدلاً وجلب شعبية كبيرة لفارمر.

### ولادة نجمة
في الفترة الواقعة بين 1986 و1992، كل أغنية منفردة أطلقتها فارمر عرفت نجاحاً كبيراً: تريستانا (بالفرنسية: Tristana)، بدون تزوير (بالفرنسية: Sans contrefaçon)، إذاً لأكن... (بالفرنسية: …Ainsi soit je)، لنأمل بأنهم ناعمين (بالفرنسية: Pourvu qu’elles soient douces)، من غير منطق (بالفرنسية: Sans logique)، ما أنا جيدة في فعله (بالفرنسية: À quoi je sers)، غير مسحور (بالفرنسية: Désenchantée)، آسف (بالفرنسية: Regrets) (مع جان-لويس مورات) وأحبك بكآبة (بالفرنسية: Je t’aime mélancolie) من الألبومات: رماد القمر، إذاً لأكن... (بالفرنسية: Ainsi soit je) (1988…) والآخر... (بالفرنسية: L’Autre…) (1991)، حيث باع الأخيران كل منهما تقريباً مليوني نسخة. تحولت فارمر بعدها إلى ظاهرة اجتماعية، فخصص كتاب موسوعة غينيس للأرقام القياسية لها صفحة كاملة، كان قد بيع كل أسبوع 100,000 تقريباً نسخة من لنأمل بأنهم ناعمين، بيع 1,300,000 نسخة من غير مسحور، كانت أول امرأة تحصل على الأسطوانة الماسية، وذلك من أجل الألبوم إذاً لأكن...، والكثير من الجوائز.
في تلك الفترة، في مايو 1989، بدأت فارمر بأول جولة فنية لها « الجولة 89 » ، الذي قام بتصميمها بوتونا، وقد صدرت أسطوانة مرافقة للجولة بعنوان في حفلة موسيقية (بالفرنسية: En concert).

### الأسلوب فارمر
تعاونت ميلين منذ بداياتها مع لوران بوتونا، الذي لحن أغانيها وأخرج كليباتها. وكانت مواضيع أغاني فارمر بشكل عام تتمحور حول الجنس، الموت، الدين أو الحب، وغالباً ما تحتوي على تأثير من بعض الكتّاب. نغمة موسيقاها غالباً ما تكون البوب ،وقد تحتوي في بعض الأحيان على الروك أو الرقص/إلكترونيكا وحتى النيو وايف. وكليباتها كلها تقريباً أفلام قصيرة (فطول كليب لنأمل بأنهم ناعمين يبلغ أكثر من 17 دقيقة). وأخرجها بوتونا، ولوك بيسون (قلبي رخو (بالفرنسية: Que mon cœur lâche))، أبل فيرارا (كاليفورنيا (بالفرنسية: California)) وتشينغ سيو-تونغ (الـ أم-سترام-غرام (بالفرنسية: L’Âme-Stram-Gram))، قد ساهمت الكليبات في تحقيق نجاح كبير للمغنية. وقد قامت بعض القنوات التلفزيونية بحذف مقاطع من بعض الفيديوات بسبب جنسيتها الشديدة، مثل بعيد عن استطاعتي (بالإنجليزية: Beyond my control) و أنا أعيد إليك حبك (بالفرنسية: Je te rends ton amour). حيث منع هذا الأخير من البث على التلفاز، ثم خرج بعد ذلك من الأكشاك لتذهب أرباحه لمكافحة الإيدز.

### جيورجينو
مثلت فارمر في فيلم جيورجينو (بالفرنسية: Giorgino) من إخراج بوتونا، الذي كان فشلاً تجارياً، حيث وصف بأنه طويل جداً (أكثر من ثلاث ساعات). حيث تجاوزت تكلفته الـ80 مليون فرنك، ولم تتجاوز عائداته الـ1% من ميزانيته. بعد فشل الفيلم قررت فارمر أن تأخذ عطلة طويلة في أمريكا.

### حللت نفسانياً
بعد الاستراحة في كاليفورنيا، عادت المغنية في 1995، مع ألبوم حللت نفسانياً (بالفرنسية: Anamorphosée)، مع تكثير قليل من الروك والإلكترونيكا، وصورة أكثر إشراقاً وأنثوية. تغيير النمط كان خطر لكن مع أغاني عنواينها: إكس إكس إل (بالفرنسية: XXL)، اللحظة X (بالفرنسية: L’instant X)، كاليفورنيا (بالإنجليزية: California)، كم أعاني (بالفرنسية: Comme j’ai mal)، وحلم (بالفرنسية: Rêver)، أعطوا الألبوم نجاحاً تجاوز المليون من المبيعات. في 1996، بدأت ميلين جولتها الثانية، جولة 1996 (بالفرنسية: Tour 1996)، ورافقت هذه الجولة أسطوانة مباشر من بيرسي (بالفرنسية: Live à Bercy)، التي حققت أكثر مبيعات لأسطوانة حفلة مباشرة في فرنسا العام 1997. وغنت فارمر مع الشاب خالد نسخة راي من أغنية الدمية التي تقول لا (بالفرنسية: La Poupée qui fait non) التي في الأصل غناها ميشيل بولناريف.

### حب
أطلق الألبوم حب (بالإيطالية: Innamoramento) عام 1999، الذي حمل طابع ألبومات فارمر الأول، لكن مع واقعية ورومانسية أكبر. وفاز الألبوم بأسطوانة ماسية لتجاوز مبيعاته المليون نسخة، وفاز أيضاً بغيرها من الجوائز. رافق الألبوم جولة الألفية (بالإنجليزية: Mylenium Tour)، التي حققت نجاحاً كبيراً، بحيث باعت 30,000 مقعداً في روسيا وحدها، مما أوحى بأن نجاح فارمر ليس فرنسي فقط، بل عالمي.

### الكلمات
في نوفمبر 2001، أطلق أول ألبوم يحمل أفضل أغاني فارمر على الإطلاق بعنوان الكلمات (بالفرنسية: Les mots)، وحوى الألبوم أيضاً ثلاثة أغاني منفردة جديدة، الكلمات (بالفرنسية: Les Mots) التي غنتها بالتعاون مع الفنان الأمريكي سيل، هذا يوم جميل (بالفرنسية: C’est une belle journée)، حيث ربح كل منهما أسطوانة ذهبية، واعذرني (بالفرنسية: Pardonne-moi). حقق الألبوم أفضل مبيعات لعامي 2001 و2002، وفي 2010 قرر أنه حقق أكثر مبيعات لألبوم يحمل أفضل أغاني لفنان، حيث تجاوزت المبيعات 1,500,000 نسخة.

### قبل الظل...
بعد تحقيق النصر بإعلان فارمر « الفنانة الأولى للعشرين سنة التي مضت »، كسرت فارمر حاجز الصمت بعقدها لمؤتمر صحفي تعلن فيه عن صدور ألبومه الستوديو الجديد قبل الظل... (بالفرنسية: …Avant que l’ombre)، والأغنية المنفردة ضاجعهم كلهم (بالإنجليزية: Fuck Them All)، ومع أزمة القرص وتخفيض الدعاية له، حقق مبيعات تجاوزت 800,000 نسخة. وبهنت الأسطوانة على نجاح فارمر خارج فرنسا، خاصة في بلاد الشرق وفي روسيا، حيث كانت أغنية الحب ليس... (بالفرنسية: …L’Amour n’est rien) واحدة من أكبر 5 ضربات موسيقية في عام 2006.
بدأت سلسلة مؤلفة من 13 حفلاً موسيقياً في ملعب بيرسي بباريس في يناير 2006. لتجمع هذه الحفلات 170,000 متفرج، وأصبحت أسطوانة ال دي-في-دي المرافقة للحفل الأكثر مبيعاً من نوعها في تاريخ فرنسا لتحطم بذلك ميلين رقماً قياسياً آخر.
تعاونت ميلين في سبتمبر 2006 مع الموسيقي-المغني الأمريكي موبي، من أجل أغنية ينزلق بعيداً (يصرخ الحياة) [Slipping Away (Crier la vie)]، التي أعطت فارمر أسطوانة ذهبية جديدة، وحققت لفارمر رابع أغنية منفردة تأخذ المركز الأول في سباقات الأغاني بفرنسا.

### نقطة التحام الجرح
وضعت الأغنية فساد (بالفرنسية: Dégénération) من ألبوم نقطة التئام الجرح (بالفرنسية: Point de Suture) للتحميل من الإنترنت في 19 يونيو، 2008. في ثلاثة أيام فقط، حطمت ميلين رقماً قياسياً جديداً، لأكثر فنان حملت أغانيه بشكل قانوني من الإنترنت في فرنسا. وحققت فساد المركز الأول لسباقات الأغاني في فرنسا كما فعلت ذلك أغانيها المنفردة الأربعة التالية من نفس الألبوم: اتصل برقمي (بالفرنسية: Appelle mon numéro)، لو كان عندي على الأقل... (بالفرنسية: …Si j’avais au moins)، إنه في الهواء (بالفرنسية: C’est dans l’air) ومقوي الجنس (بالفرنسية: Sextonik) ليصبح بذلك عندها 9 أغاني وصلت إلى المركز الأول في فرنسا.
عرف الألبوم نجاحاً كبيراً في فرنسا حيث ربح أسطوانة ماسية)، كما ربح أسطوانة بلاتينية في بلجيكا، وأخرى ذهبية في سويسرا، واثنتين بلاتينيتين في روسيا.